# Tuomo Turunen
Tuomo Turunen (Kuopio, 30 agosto 1987) è un ex calciatore finlandese, di ruolo difensore.

## Carriera

### Club
Ha giocato nella prima divisione finlandese ed in quella svedese.

### Nazionale
Ha partecipato agli Europei Under-21 del 2009. Tra il 2009 ed il 2010 ha inoltre giocato anche 2 partite con la nazionale maggiore finlandese.